# Kindaichi shōnen no jikenbo (serie televisiva)
Kindaichi shōnen no jikenbo (金田一少年の事件簿?), letteralmente "I registri dei casi del ragazzo Kindaichi", è il titolo di tre serie televisive giapponesi (dorama) gialle tratte dall'omonimo manga di Yōzaburō Kanari, Seimaru Amagi e Fumiya Satō, trasmesse da Nippon Television rispettivamente nel 1995, nel 1996 e nel 2001, quest'ultima con un cast diverso. Nel 2014 è stata trasmessa una quarta serie intitolata Kindaichi shōnen no jikenbo N, con un cast ancora diverso. Inoltre, sono stati prodotti sei film per la televisione, di cui due nel 1995 con il cast delle prime due serie, uno nel 2001 con il cast della terza, uno nel 2005 con un cast proprio e due con il cast della quarta serie rispettivamente nel 2013 e nel 2014.

## Primo cast

### Gakuen nanafushigi satsujin jiken
Il primo live action di Kindaichi shōnen no jikenbo fu un film per la televisione di 92 minuti trasmesso l'8 aprile 1995 e intitolato Kindaichi shōnen no jikenbo - Gakuen nanafushigi satsujin jiken (金田一少年の事件簿 学園七不思議殺人事件? "Kindaichi shōnen no jikenbo - Il caso dell'omicidio delle sette meraviglie della scuola"). È tratto dall'omonimo caso pubblicato contenuto in parte del quarto e del quinto volume della prima serie del manga.
Oltre ai sei attori del cast principale, anche Rieko Miura ricomparirà in altri episodi, sempre nel ruolo di Tomoyo Takashima: appare infatti anche nel terzo episodio della prima serie e nel nono episodio della seconda serie.

### Prima serie
Dopo il primo special, è stata prodotta una serie di otto episodi di 47 minuti (tranne l'ultimo, più lungo), trasmessa dal 15 luglio al 16 settembre 1995.
I sei attori del cast principale sono gli stessi dello special. Solo nel terzo episodio compare anche un'altra attrice dello special, Rieko Miura nel ruolo di Tomoyo Takashima, che ricomparirà anche nel nono episodio della seconda serie. Nel secondo episodio compare Gō Rijū nel ruolo di Yōsuke Itsuki, che ricomparirà nel quarto episodio della seconda serie.
La sigla finale è Hitori ja nai (ひとりじゃない? "Non sono solo") di Tsuyoshi Dōmoto, che è anche l'attore che interpreta Kindaichi.

### Yukiyasha densetsu satsujin jiken
Dopo la prima serie, fu prodotto un altro film per la televisione di 92 minuti, trasmesso il 30 dicembre 1995 e intitolato Kindaichi shōnen no jikenbo - Yukiyasha densetsu satsujin jiken (金田一少年の事件簿 雪夜叉伝説殺人事件? "Kindaichi shōnen no jikenbo - Il caso dell'omicidio della donna delle nevi"). È tratto dall'omonimo caso contenuto in parte del terzo e del quarto volume della prima serie del manga.
Lo special mantiene il cast principale della prima serie e del primo special, ad eccezione di Tomohiro Hara e Masashi Tachikawa, i cui personaggi, rispettivamente Ryūta Saki e Takeo Mukai, non sono presenti. In questo special compaiono inoltre due attori che riappariranno ciascuno una volta, con i rispettivi personaggi:
- Emiri Nakayama, nel ruolo di Reika Hayami, riappare nel secondo e nel terzo episodio della seconda serie;
- Mansaku Ikeura, nel ruolo di Kengo Akechi, riappare nel quarto episodio della seconda serie.

La sigla finale è la stessa della prima serie, Hitori ja nai (ひとりじゃない? "Non sono solo"), cantata da Tsuyoshi Dōmoto, l'attore che interpreta Kindaichi.

### Seconda serie
La seconda serie è composta di nove episodi di 46 minuti trasmessi dal 13 luglio al 14 settembre 1996.
I sei attori principali sono gli stessi della serie del 1995. Inoltre, nella serie ricompaiono anche altri quattro attori già apparsi in precedenza, con i rispettivi personaggi:
- nel secondo e nel terzo episodio appare Emiri Nakayama nel ruolo di Reika Hayami, già apparsa nel secondo special;
- nel quarto episodio appaiono Gō Rijū nel ruolo di Yōsuke Itsuki, già apparso nel secondo episodio della prima serie;
- sempre nel quarto episodio, è presente anche Mansaku Ikeura nel ruolo di Kengo Akechi, già apparso nel secondo special;
- nel nono episodio ricompare Rieko Miura nel ruolo di Tomoyo Takashima, già apparsa nel primo special e nel terzo episodio della prima serie.

La serie ha uno staff di produzione in parte diverso da quello della prima serie e degli special: vi è un nuovo regista, Kazuki Kaneda, e non vi sono più Takaya Kurata e Nozomi Amemiya. Non vi sono più gli sceneggiatori Manabu Kato e Hajime Narita e vi sono due nuovi produttori, Seiji Okuda e Sōkei Chin. Rimangono invece i registi Yukihiko Tsutsumi e Tōya Satō, gli sceneggiatori Masaki Fukasawa, Akihiro Tago e Tetsuya Ōishi e i produttori Yoshinobu Kosugi, Hiroko Hazeyama e Mitsuharu Makita.
La sigla finale dei nove episodi è Kiss kara hajimaru mystery (Kissからはじまるミステリー?, Kiss kara hajimaru misuterī, "Il mistero che inizia da un bacio") dei Kinki Kids, duo musicale di cui fa parte Tsuyoshi Dōmoto, l'attore che interpreta Kindaichi e che aveva cantato la sigla della prima serie e del secondo special.

### Altri programmi con il primo cast
Il 21 settembre 1996 fu trasmesso Kore de miosame?! Kindaichi shōnen no jikenbo - Eikyū hozon han - Hajime-chan wa satsugai-sareta! Kindaichi Hajime no sōgi jikkyōchūkei!! Sono toki nanika ga... (これで見納め?! 金田一少年の事件簿 永久保存版 はじめちゃんが殺害された! 〜金田一はじめの葬儀実況中継!! その時何かが…〜? "È questo l'ultimo addio?! Kindaichi shōnen no jikenbo - Versione eterna - Hajime-chan è stato ucciso! Trasmissione in diretta del funerale di Hajime Kindaichi!! Questa volta qualcosa..."), un riassunto della prima e della seconda serie con la cornice di una nuova storia in cui Kindaichi sembra essere stato ucciso. Compare anche la giornalista di Nippon Television Minako Nagai.
Il 12 aprile 1997 fu trasmesso un programma intitolato Owarai Kindaichi shōnen no jikenbo (お笑い金田一少年の事件簿? "Il Kindaichi shōnen no jikenbo comico"), strutturato come uno spettacolo di varietà durante il quale si verifica un finto omicidio. Compaiono gli attori del cast principale delle prime due serie ad eccezione di Masashi Tachikawa, l'interprete di Takeo Mukai. Gli altri partecipanti al programma sono:
- LaSalle Ishii nel ruolo di se stesso come presentatore
- Mayuko Takata nel ruolo di se stessa come valletta
- i Dachou Kurabu nel ruolo di loro stessi
- Mitsuzō Ishii nel ruolo di se stesso
- Yoshiko Shimizu nel ruolo di se stessa
- Toshiya Tōyama
- Mie Azuma
- Fukiko Nishibori
- Jun Era nel ruolo del produttore Yoshinobu Kosugi
- Kiyoshi Nakada
- Rie Shibata nel ruolo della produttrice Hiroko Hazeyama
- Ken Mitsuishi nel ruolo del regista Yukihiko Tsutsumi

I sei attori del cast principale delle prime due serie compaiono poi per l'ultima volta nell'unico film cinematografico dal vivo di Kindaichi shōnen no jikenbo: Kindaichi shōnen no jikenbo - Shanhai kyojin densetsu, uscito il 13 dicembre 1997.

## Secondo cast

### Majutsu ressha satsujin jiken
Un film per la televisione di 92 minuti intitolato Kindaichi shōnen no jikenbo - Majutsu ressha satsujin jiken (金田一少年の事件簿 魔術列車殺人事件? "Kindaichi shōnen no jikenbo - Il caso dell'omicidio del treno della magia nera") è stato trasmesso il 25 marzo 2001 e presenta un cast del tutto diverso rispetto alle prime due serie. È il primo episodio prodotto da Office Crescendo, che da qui in poi produrrà tutte le serie e gli special. Lo staff di produzione è diverso da quello delle serie e degli special precedenti. Lo special è tratto dall'omonimo caso contenuto in parte del volume 20 e nel volume 21 della prima serie del manga.

### Terza serie
La terza serie comprende nove episodi di 46 minuti trasmessi dal 14 luglio al 15 settembre del 2001 e presenta gli stessi attori principali dello special Majutsu ressha satsujin jiken e lo stesso staff di produzione. In più, entra nel cast principale Wakana Sakai nel ruolo di Reika Hayami.
Lo staff di produzione comprende il regista, lo sceneggiatore e il musicista dello special Majutsu ressha satsujin jiken, rispettivamente Ten Shimoyama, Shinji Obara e Hironori Doi, gli stessi produttori del suddetto special e anche il regista Tōya Satō e lo sceneggiatore Tetsuya Ōishi, presenti anche per le prime due serie, mentre per il resto è del tutto nuovo.
La sigla finale è Jidai (時代? "Periodo") degli Arashi, gruppo musicale di cui fa parte Jun Matsumoto, l'attore che interpreta Kindaichi.

## Terzo cast

### Vanpaia densetsu satsujin jiken
Il 24 settembre 2005 è stato trasmesso un film per la televisione di 105 minuti intitolato Kindaichi shōnen no jikenbo - Vanpaia densetsu satsujin jiken (金田一少年の事件簿 吸血鬼（ヴァンパイア）伝説殺人事件? "Kindaichi shōnen no jikenbo - Il caso dell'omicidio della leggenda dei vampiri") e tratto dall'omonimo primo volume della nuova serie del manga. Sia il cast che lo staff di produzione sono diversi da quelli di tutti gli episodi precedenti, ed è l'unico episodio con questo terzo cast.
La sigla finale è Tsuki no michi (ツキノミチ? "La strada della luna") dei KAT-TUN, gruppo musicale di cui fanno parte tre attori di questo special: Kazuya Kamenashi, Kōki Tanaka e Yūichi Nakamaru.

## Quarto cast

### Honkon Kūron zaihō satsujin jiken
Il 12 gennaio 2013 è stato trasmesso un altro film per la televisione, di 94 minuti, intitolato Kindaichi shōnen no jikenbo - Honkon Kūron zaihō satsujin jiken (金田一少年の事件簿 香港九龍財宝殺人事件? "Kindaichi shōnen no jikenbo - Il caso dell'omicidio del tesoro di Caolun, Hong Kong") e tratto dall'omonimo caso contenuto nei volumi 2 e 3 della serie Nijū shūnen kinen shirīzu del manga. Il cast è di nuovo diverso.
Ritornano nello staff di produzione il musicista delle prime due serie e degli special con il primo cast, Akira Mitake, una dei produttori delle prime due serie e degli stessi special, Hiroko Hazeyama, e uno dei produttori della terza serie e dello special del 2001, Masahiro Uchiyama. Per il resto lo staff è nuovo.
La trama vede Miyuki Nanase rapita durante una sfilata di moda a Hong Kong. Kindaichi la cerca aiutato dalla modella Yan Ran, ma durante le ricerche avvengono degli omicidi, di cui il primo la sera della sfilata.
La sigla finale è Mystery Virgin (ミステリー ヴァージン?, Misuterī Vājin) di Ryōsuke Yamada, l'attore che interpreta Kindaichi.

### Gokumon juku satsujin jiken
Il 4 gennaio 2014 è stato trasmesso un film per la televisione di cento minuti intitolato Kindaichi shōnen no jikenbo - Gokumon juku satsujin jiken (金田一少年の事件簿 獄門塾殺人事件? "Kindaichi shōnen no jikenbo - Il caso dell'omicidio della scuola privata del cancello della prigione") e tratto dall'omonimo caso contenuto nel quarto e nel quinto volume della nuova serie del manga.
Il cast è lo stesso dello special del 2013, se si esclude la voce in giapponese di Li Pairon, che è Hiroki Tōchi e non più Daisuke Namikawa. Anche lo staff di produzione è lo stesso, se si esclude l'assenza del produttore Futoshi Ōhira.
La sigla finale è Ride With Me degli Hey! Say! JUMP, gruppo di cui fanno parte gli attori che interpretano Hajime Kindaichi e Ryūji Saki, rispettivamente Ryōsuke Yamada e Daiki Arioka.

### Quarta serie
La quarta serie è intitolata Kindaichi shōnen no jikenbo N (neo) (金田一少年の事件簿N (neo)?) è stata trasmessa dal 19 luglio al 20 settembre 2014 ed è composta di nove episodi di 46 minuti l'uno, tranne il primo, che dura 94 minuti.
Il cast mantiene tre dei quattro attori principali dei due special precedenti, dato che esce dal cast Wu Chun, non essendo presente il personaggio di Li Pairon; in più, entrano nel cast principale diversi altri attori e personaggi.
Lo staff di produzione è lo stesso dello special Gokumon juku satsujin jiken, con in più il produttore Tetsuhiro Ogino e il regista Shunsuke Kariyama.
La sigla finale è Week Ender (ウィークエンダー?, Wīku Endā), interpretata dagli Hey! Say! Jump come quella dello special precedente.